# HMS Conqueror (S48)
O HMS Conqueror foi um submarino nuclear da Marinha Real Britânica, da Classe Churchill.

## História
Construído pelo estaleiro da Cammell Laird em Birkenhead foi lançado em 18 de agosto de 1969 e serviu de 1971 a 1990.  É o único submarino nuclear a ter afundado outro navio em combate: sob o comando do capitão-de-mar-e-guerra Christopher Wreford-Brown, afundou o cruzador ARA General Belgrano da Marinha da Argentina, com três torpedos Mark-8 (dois deles atingiram o alvo) durante a Guerra das Malvinas.

## Propulsão
O submarino era impulsionado por um reator nuclear de água pressurizada, capaz de gerar vapor para as turbinas e permitir longos períodos de imersão. Os submarinos desse tipo só são limitados pelo fator humano e pelo reabastecimento de víveres, já que o combustível nuclear lhes dá autonomia praticamente ilimitada.